# 温迪·斯莱
温迪·斯莱（英語：Wendy Sly，1959年11月5日—），旧姓史密斯（Smith），英国女子田径运动员。她曾代表英国参加1984年和1988年夏季奥林匹克运动会田径比赛，其中1984年奥运会获得一枚银牌。